# Aldreth
Aldreth is een dorp in het Engelse graafschap Cambridgeshire. Het dorp ligt in het district East Cambridgeshire en telt ca. 260 inwoners.